# Józef Kaczmarczyk (piłkarz)
Józef Kaczmarczyk (ur. 25 stycznia 1931 w Zabrzu, zm. 5 kwietnia 1991 tamże) – polski piłkarz występujący na pozycji bramkarza. 

## Życiorys
Zawodnik Górnika Zabrze, z którym zdobył dwukrotnie mistrzostwo Polski (1957, 1959).
W 1960 r. Kaczmarczyk został aresztowany a następnie skazany na 2 lata pozbawienia wolności za pochwałę ustroju faszystowskiego i utratę praw publicznych również na 2 lata. W konsekwencji został wyrzucony z klubu.
Kaczmarczyk opuścił więzienie po 19 miesiącach. Dzięki interwencji Mariana Olejnika, kierownika Górnika, znalazł zatrudnienie w kopalni "Makoszowy". Pracował tam do 1985 r., kiedy przeszedł na emeryturę.